# Hendrik Guichart
Hendrik Guichart (Groningen, 24 juli 1750 - Groningen, 10 juli 1837) was een Gronings stads- en provinciebestuurder die enkele jaren lid was van de Tweede Kamer der Staten-Generaal.
Hendrik Guichart was een zoon van de grietman van Oosterdeel-Langewold en raadsheer in de Hoge Justitiekamer, Frans Isak Guichart en Geertruida Bennema. Hij studeerde Romeins en hedendaags recht aan de Hogeschool te Groningen, waar hij in 1773 op dissertatie promoveerde. Hij bleef ongehuwd.
Vanaf 1789 was hij betrokken bij het stadsbestuur van Groningen, en vanaf 1807 bij het provinciaal bestuur (wat hij zou blijven tot 1825). Van 1814 tot 1825 was hij lid van de Groningse Gedeputeerde Staten. Omdat hij in 1825 zijn zetel in de Gedeputeerde Staten verloor door de invoering van een nieuw reglement voor de provincie, werd hij op 75-jarige leeftijd door de Provinciale Staten van Groningen in de Tweede Kamer gekozen. Hij stelde zich daar regeringsgezind op. Na twee jaar bedankte hij voor het lidmaatschap, omdat hij het reizen naar Brussel, waar de Kamer de helft van de tijd vergaderde, te bezwaarlijk vond (gezien zijn leeftijd).